# نیکایا، پنجاب

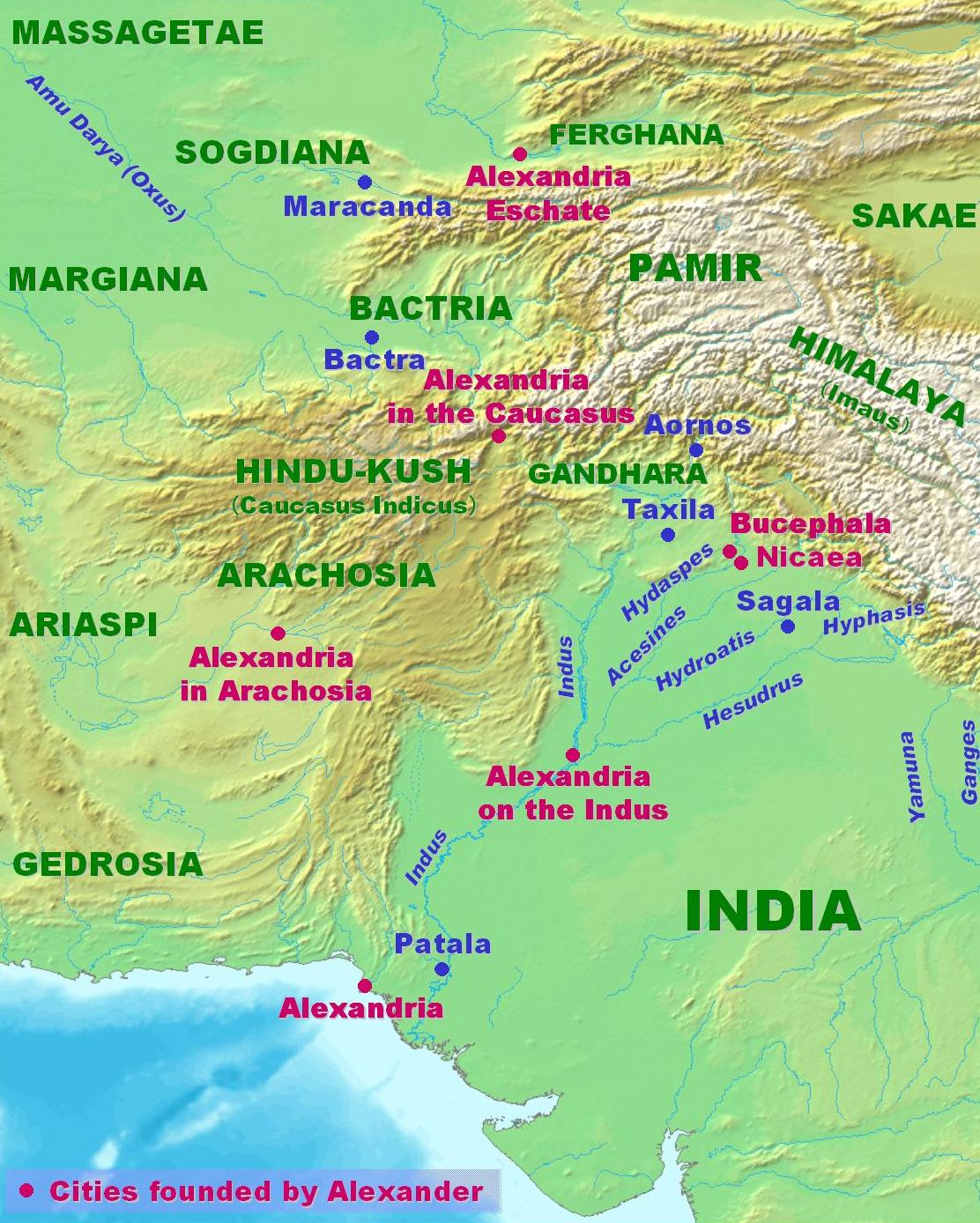
نقشهٔ شهرهایی که اسکندر در منطقه بنا کرد. موقعیت تقریبی نیکایا در وسط تصویر سمت راست با رنگ بنفش مشخص شده‌است.

نیکایا (به یونانی: Νίκαια) شهری در منطقهٔ پنجاب امروزی و یکی از دو شهری بود که اسکندر کبیر در دو طرف رود هوداسپس بنا کرد؛ شهر دیگر بوکفالا نام داشت.
پس از نبرد هوداسپس، اسکندر دو شهر بنا کرد. یکی از نبردگاه‌ها را «اسکندریه نیکایا» به معنی «پیروزی» نام نهاد. مکان دقیق شهر همچنان نامعلوم است. همهٔ تلاش‌ها برای یافتن مکان شهر باستانی با شکست روبه‌رو شده زیرا که جغرافیای محل بسیار تغییر کرده‌است.